# 五数苣苔
五数苣苔（学名：Bournea leiophylla）为苦苣苔科四数苣苔属下的一个种。